# 舛東欧旭
舛東欧 旭（ますとうおう あきら、1986年1月23日 - ）は、ハンガリー人民共和国ソルノク県（現在のハンガリー・ヤース・ナジクン・ソルノク県）の県庁所在地のソルノク市出身で、千賀ノ浦部屋（引退時は常盤山部屋）に所属した元大相撲力士。本名はトート・アティッラ (Tóth Attila) [ˈtoːtˈɒtillɒ]。身長186cm、体重168kg、血液型はO型。最高位は西幕下8枚目（2019年9月場所）。
史上初のハンガリー出身力士で、2025年現在も唯一である。

## 来歴
ハンガリー出身。日本と同様に姓のトート (Tóth) [ˈtoːt] を先に、名のアティッラ (Attila) [ˈɒtillɒ] を後に表記する。（ハンガリー語では Attila と表記するのが、読みは「アッティラ」ではなく、「アティッラ」と発音する。）アティッラという名前は、ハンガリーではよくある男性の名前で、由来はフン族のアッティラ王の名前である。5歳でレスリングを始め、レスリングの国内大会では何度か優勝をした。13歳で相撲も始め、アマチュア相撲のヨーロッパ大会優勝歴もある。2004年には世界ジュニア相撲選手権大会に出場し、無差別級決勝で澤井（のち大関豪栄道）に敗れるも、2位という好成績を残した。重量級でも3位に入賞。
この功績を受けて佐渡ヶ嶽部屋に所属していた元床山から、2004年9月場所後に部屋を興すことが決まっていた19代千賀ノ浦（元関脇舛田山）を紹介され、大相撲界に入門。19代千賀ノ浦が千賀ノ浦部屋を創設した後の2005年1月場所に、「舛東欧」の四股名で初土俵を踏む。四股名の下の名前は本名の「アティッラ」の当て字として「旭」と名乗った。同期生には豪栄道・栃煌山・隠岐の海・豊響らがいる。初めて番付に四股名が載った2005年3月場所は初の本割で隠岐の海（当時の四股名は福岡）に敗れた以外は6連勝で6勝1敗の成績を修め翌5月場所で序二段に昇進。途中休場をした2005年7月場所以外はすべて5勝以上を挙げ続け、2006年1月場所で三段目に昇進。初の三段目を西50枚目で迎えた当場所はそれまでの好成績の反動から7戦全敗を喫する不覚を味わい、以降もしばらく一進一退が続き、2007年1月場所は7場所ぶりに序二段で迎えることを余儀なくされたが、当場所で6勝1敗の好成績を修めて以降は巻き返し、翌3月場所も6番相撲で当場所の三段目優勝力士（箕應山）に敗れた以外はすべて勝ち2場所連続の6勝1敗。以降再び一進一退が続いたものの、2008年9月場所で幕下に昇進。幕下昇進後は幕下と三段目の往復が続いたが、5回目の幕下昇進を決めて臨んだ2010年7月場所以降は幕下に定着。しかし2011年1月場所を負傷休場、同年3月場所の中止を挟んだ同年5月の技量審査場所は三段目に降格。当場所を6勝1敗の好成績で勝ち越して1場所で6回目の幕下昇進を決め、同年7月場所には当時の自己最高位である西幕下22枚目まで昇進したが、当場所を途中休場。更に西幕下52枚目で迎えた2012年1月場所6番相撲の若三勝（のち横綱照ノ富士）戦で右足首を骨折して再び休場し、そのまま長期休場となってしまった。
2012年11月場所に序ノ口で土俵復帰したが、当場所は7戦全勝で序ノ口優勝。序二段に復帰した翌2013年1月場所も1番相撲からの6連勝とし、7番相撲で全勝と序二段優勝を懸けて十両経験者の阿夢露と対戦したが、同取組に敗れて2場所連続の各段優勝は逸した。三段目に復帰した翌3月場所も6勝1敗の好成績を修め、翌5月場所で幕下に復帰（7回目の幕下昇進）。以降三たび一進一退が続いたものの、2015年3月場所で久々に自己最高位を更新（東幕下21枚目）し、当場所も勝ち越して翌5月場所も自己最高位を西幕下16枚目に更新した。西幕下39枚目で迎えた2015年11月場所を1番相撲不戦敗で休場し、翌2016年1月場所で三段目に陥落して以降、しばらくは幕下の中位から三段目の上位が番付の定位置となっていたが、西幕下56枚目で迎えた2019年5月場所・東幕下25枚目で迎えた翌7月場所を2場所連続で6勝1敗と大勝ちし、翌9月場所では、33歳で初めて幕下15枚目以内（内規上十両昇進の可能性が生じる地位）となる西幕下8枚目に番付を上げ、約4年半ぶりに自己最高位（結果的に舛東欧の最高位となった）を更新したが3勝4敗と負け越し、西幕下13枚目で迎えた翌11月場所も2勝5敗に終わり。以降は負け越しや途中休場が増え、幕下15枚目以内に戻ることはなかった。
2016年4月10日に入門時の師匠である19代千賀ノ浦の停年に伴い、当時貴乃花部屋の部屋付き親方であった15代常盤山（元小結・隆三杉）が出羽海一門に移籍して部屋を継承したことに伴い、師匠が変わった。2020年11月26日には所属する千賀ノ浦部屋が師匠の名跡変更で常盤山部屋へ改称されたことに伴い、常盤山部屋所属になった。
東三段目23枚目で全休した2021年3月場所限りで現役を引退。引退から2年後の2023年6月10日に都内のホテルで断髪式が行われた。

## エピソード
- 2006年9月場所から、同一門の尾上部屋所属の把瑠都の付け人を務めていた。これは、創設間もない尾上部屋の力士数が少なく、付け人が足りなかったためであり、19代千賀ノ浦の希望もあって実現した[6]。
- 引退後は、日本語を流暢に話すことができ、日本文化に対する理解もあることから、駐日ハンガリー大使館に職員として採用された。2021年10月から勤務しており[7]、駐日ハンガリー大使パラノビチ・ノルバートの公式Twitter（現・X）で新職員として紹介された[8]。舛東欧自身は日本が好きで残りたい思いの下、手紙と履歴書を出した結果「まさかの採用」とインタビューで語った[9]。
- 断髪式では引退時の師匠であった隆三杉太一ではなく入門時の師匠であった舛田山靖仁が止め鋏を入れた[5]。
- 大関・大の里の3回目の優勝で幕を閉じた2025年3月場所の千秋楽における表彰式で、ハンガリー大使館の職員としてハンガリー国友好杯のプレゼンターを任務し、スーツ姿で土俵に上がり、力士時代と変わらない流暢な日本語で賞状を読み上げ、重さが約15キロあるヘレンド社製の巨大なカップとソーサーの副賞を軽々と持ち上げ大の里に贈った。元幕下力士が幕内最高優勝者に授与する珍しいシチュエーションとされたが、192㎝の幕内優勝力士と186㎝の元力士が目を合わせ、賞状の受け渡しの後、一礼し合った姿に、場内から拍手が送られた[10]。

## 主な成績
- 通算成績：326勝276敗63休（96場所）
- 各段優勝：序ノ口優勝1回（2012年11月場所）

| | 一月場所 初場所（東京） | 三月場所 春場所（大阪）   | 五月場所 夏場所（東京）   | 七月場所 名古屋場所（愛知） | 九月場所 秋場所（東京）   | 十一月場所 九州場所（福岡） |
| --- | ----------------------- | ------------------------- | ------------------------- | --------------------------- | ------------------------- | --------------------------- |
| 2005年 （平成17年） | （前相撲）              | 東序ノ口33枚目 6–1        | 西序二段61枚目 5–2        | 西序二段20枚目 2–4–1        | 西序二段53枚目 5–2        | 西序二段12枚目 6–1          |
| 2006年 （平成18年） | 西三段目50枚目 0–7      | 西三段目100枚目 5–2       | 東三段目64枚目 4–3        | 東三段目45枚目 2–5          | 東三段目72枚目 2–5        | 東三段目97枚目 3–4          |
| 2007年 （平成19年） | 東序二段16枚目 6–1      | 西三段目54枚目 6–1        | 西三段目3枚目 3–4         | 東三段目15枚目 4–3          | 西三段目5枚目 2–5         | 東三段目29枚目 3–4          |
| 2008年 （平成20年） | 西三段目43枚目 2–5      | 東三段目61枚目 5–2        | 西三段目32枚目 3–4        | 西三段目46枚目 6–1          | 東幕下57枚目 4–3          | 西幕下47枚目 2–5            |
| 2009年 （平成21年） | 西三段目9枚目 5–2       | 東幕下52枚目 3–4          | 西三段目3枚目 2–5         | 西三段目30枚目 6–1          | 西幕下47枚目 4–3          | 東幕下40枚目 2–5            |
| 2010年 （平成22年） | 東三段目2枚目 4–3       | 東幕下53枚目 3–4          | 東三段目3枚目 5–2         | 西幕下46枚目 4–3            | 西幕下37枚目 4–3          | 西幕下28枚目 2–5            |
| 2011年 （平成23年） | 東幕下44枚目 1–2–4      | 八百長問題 により中止     | 東三段目12枚目 6–1        | 西幕下30枚目 4–3            | 西幕下22枚目 1–2–4        | 西幕下44枚目 3–4            |
| 2012年 （平成24年） | 西幕下52枚目 3–3–1      | 西三段目5枚目 休場 0–0–7  | 東三段目66枚目 休場 0–0–7 | 西序二段26枚目 休場 0–0–7   | 西序二段96枚目 休場 0–0–7 | 東序ノ口14枚目 優勝 7–0     |
| 2013年 （平成25年） | 東序二段12枚目 6–1      | 東三段目49枚目 6–1        | 東幕下59枚目 5–2          | 西幕下43枚目 5–2            | 東幕下27枚目 3–4          | 西幕下33枚目 3–4            |
| 2014年 （平成26年） | 東幕下43枚目 2–5        | 西三段目4枚目 3–4         | 西三段目23枚目 4–3        | 東三段目12枚目 5–2          | 東幕下54枚目 6–1          | 東幕下24枚目 3–4            |
| 2015年 （平成27年） | 東幕下32枚目 5–2        | 東幕下21枚目 4–3          | 西幕下16枚目 3–4          | 西幕下25枚目 4–3            | 東幕下18枚目 2–5          | 西幕下39枚目 休場 0–1–6     |
| 2016年 （平成28年） | 西三段目19枚目 5–2      | 西幕下58枚目 3–4          | 西三段目12枚目 4–3        | 西三段目筆頭 4–3            | 東幕下52枚目 5–2          | 東幕下37枚目 3–4            |
| 2017年 （平成29年） | 西幕下45枚目 4–3        | 西幕下35枚目 3–4          | 東幕下43枚目 4–3          | 東幕下33枚目 1–6            | 西三段目筆頭 1–3–3        | 東三段目31枚目 4–3          |
| 2018年 （平成30年） | 東三段目17枚目 5–2      | 西幕下57枚目 4–3          | 東幕下48枚目 5–2          | 西幕下30枚目 3–3–1          | 西幕下36枚目 4–3          | 東幕下32枚目 3–4            |
| 2019年 （平成31年 /令和元年） | 西幕下41枚目 3–4        | 西幕下47枚目 3–4          | 西幕下56枚目 6–1          | 東幕下25枚目 6–1            | 西幕下8枚目 3–4           | 西幕下13枚目 2–5            |
| 2020年 （令和2年） | 西幕下26枚目 0–1–6      | 西三段目2枚目 4–3         | 感染症拡大 により中止     | 東幕下53枚目 5–2            | 東幕下30枚目 0–7          | 西三段目5枚目 1–4–2         |
| 2021年 （令和3年） | 東三段目40枚目 4–3      | 東三段目23枚目 引退 0–0–7 | x                         | x                           | x                         | x                           |
| 各欄の数字は、「勝ち-負け-休場」を示す。 優勝 引退 休場 十両 幕下 三賞：敢=敢闘賞、殊=殊勲賞、技=技能賞 その他：★=金星 番付階級：幕内 - 十両 - 幕下 - 三段目 - 序二段 - 序ノ口 幕内序列：横綱 - 大関 - 関脇 - 小結 - 前頭（「#数字」は各位内の序列） |                         |                           |                           |                             |                           |                             |

## 改名歴
- 舛東欧 旭（ますとうおう あきら） 2005年1月場所 - 2021年3月場所